# Wijnand van der Sanden
Wijnand Antonius Bernardus van der Sanden (Geldrop, 21 september 1953) is een Nederlands archeoloog, die zich heeft gespecialiseerd in wetenschappelijk onderzoek van veenlijken.

## Levensloop
Van der Sanden  werd in 1953 geboren te  Geldrop. Na zijn schooltijd studeerde hij kunstgeschiedenis en klassieke archeologie aan de Radboud Universiteit Nijmegen en later prehistorie aan de Rijksuniversiteit Groningen. Aldaar promoveerde hij in 1990 op de dissertatie Mens en moeras: veenlijken in Nederland van de bronstijd tot en met de Romeinse tijd. Dit werk behandelde de vondsten van veenlijken in Nederland vanaf de Bronstijd t/m de Romeinse keizertijd.
Van 1987 tot 1997 was hij curator van het Drents Museum in Assen. Van der Sanden was in 1988–1999 lid van de Werkgroep Hunebedden en is sedert 1988 hoofdredacteur van de afdeling Archeologie van de Nieuwe Drentse Volksalmanak. Van 1997 tot 2020 was Van der Sanden provinciaal archeoloog van Drenthe.

## Wetenschappelijk werk
Reeds vanaf zijn studiejaren bevorderde Van der Sanden krachtig het wetenschappelijk onderzoek naar veenlijken. In 1995 organiseerde hij in het museum van Silkeborg, Denemarken, een speciale tentoonstelling over de Noordwest-Europese archeologische vondsten in veengebieden. Hiervoor schreef hij het boek Vereeuwigd in het veen.
In 1990 begon hij met het systematisch onderzoeken en beoordelen van vondsten, gedaan in Nederlandse en Noord-Duitse veengebieden. In Duitsland had de archeoloog Alfred Dieck (1906-1989) een groot aantal publicaties het licht doen zien over dit onderwerp. Van der Sande en andere collega-wetenschappers ontmaskerden, na kritisch onderzoek, veel van Diecks "ontdekkingen" als "onnauwkeurig", "ten behoeve van de publiciteit opgeleukt" of zelfs "verzonnen".

## Publicaties (selectie)
- Mens en moeras: veenlijken in Nederland van de bronstijd tot en met de Romeinse tijd, in Archeologische monografieën van het Drents Museum, Uitg. Drents Museum, Assen, 1990 ISBN 90-70884-31-3
- Het meisje van Yde,  ibidem, 1994, ISBN 90-70884-61-5
- Vereeuwigd in het veen - De verhalen van de Noordwest-Europese veenlijken. Uitg. De Bataafsche Leeuw, Amsterdam 1996, ISBN 9789067074056 en ISBN 90-6707-416-0 (Duitse vertaling)
- Imaginary people - Alfred Dieck and the bog bodies of northwest Europe, zie: , door Van der Sanden samen met zijn Duitse collega Sabine Eisenbeiß  geschreven  Engelstalig vakbladartikel, via deze link te downloaden als PDF-document
- samen met Torsten Capelle geschreven: Götter, Götzen, Holzmenschen (Duitstalig)  uitg. Isensee, Oldenburg, 2002 ISBN 3-89598-851-0 , oorspronkelijk verschenen in het Deens onder de titel Mosens guder
- Hunebedden: monumenten van een steentijdcultuur, uitg. Uniepers, Abcoude, 2005 ISBN 90-6825-333-6
- Reuzenstenen op de es: de Hunebedden van Rolde, uitg. Waanders, Zwolle, 2007 ISBN 978-90-400-8367-9
- Gids voor de hunebedden in Drenthe en Groningen, uitg. WBOOKS, Zwolle, 2012 ISBN 978-90-400-0704-0

- Bibliothèque nationale de France: cb150674822 (data)
- Gemeinsame Normdatei: 172352819
- International Standard Name Identifier: 0000 0001 1873 5927
- Library of Congress Control Number: n90683992
- Nationale Bibliotheek van Tsjechië: xx0281246
- Nederlandse Thesaurus van Auteursnamen: 072735589
- Système universitaire de documentation: 110177681
- Virtual International Authority File: 18847002
- WorldCat: E39PBJdCvdPMQQxtVgR9vVQKBP